# Чачозеро (озеро, Архангельская область)
Чачозеро (Чач-озеро, Чачье) — озеро в левобережье среднего течения Северной Двины на юге Холмогорского района Архангельской области.
Чачозеро находится на высоте 25 м над уровнем моря. Площадь озера — 1,4 км². Площадь водосборного бассейна — 85 км². На юго-востоке впадает Варека, соединяющая Чачозеро с озёрами Ваозеро и Прилуцкое. Берега болотистые, покрыты лесом с преобладанием ели, сосны и берёзы. С восточной стороны из Чачозера вытекает река Малая Чача.
Код водного объекта в государственном водном реестре — 03020300411103000005179.